# Primulina spinulosa
Primulina spinulosa là một loài thực vật có hoa trong họ Tai voi (Gesneriaceae). Loài này có ở Quảng Tây (Trung Quốc); được D.Fang & W.T.Wang mô tả khoa học đầu tiên năm 1981 dưới danh pháp Chirita spinulosa. Năm 2011, Yin Z.Wang chuyển nó sang chi Primulina.